# Catch My Fall
Catch My Fall ist ein Song von Billy Idol aus dem Jahr 1983, der auf seinem Album Rebel Yell erschien und im Oktober 1984 daraus als vierte und letzte Single ausgekoppelt wurde.

## Entstehung und Inhalt
Der stark mit Synthesizern, aber auch mit einem von Mars Williams gespielten Saxofon instrumentierte Midtempo-New-Wave-Song wurde von Idol selbst geschrieben und von Keith Forsey produziert. In ihm fordert der Protagonist die angesprochene Person auf, seinen Fall aufzuhalten, falls er stolpern sollte. 1987 erschien eine Remixversion des Songs, die sich erneut in den Charts platzieren konnte.

## Rezeption
Der Song erreichte Platz 11 in Deutschland und Platz 50 in den Billboard Hot 100. Die Remixversion konnte sich 1988 auf Platz 63 der britischen Charts platzieren. 1988 schrieb Kevin Rowland vom Record Mirror in einer Rezension des Remixes, Catch My Fall sei ein „tough song with a good build“ und er lobte „good production and playing“.

## Musikvideo
Ein Musikvideo existiert zum Song, in dem Billy Idol zunächst im Bett und in einem Zimmer zu sehen ist. Später sind die Musiker in einer an die Hölle erinnernden Szenerie mit grüner (Steve Stevens), roter und schwarzer Schminke zu sehen. Diese versucht sich Idol dann unter der Dusche abzuwaschen. Es wurde bei YouTube mehr als acht Millionen Mal abgerufen (Stand: Juni 2024).
Regie führte hierbei David Mallet, seit den 1980er-Jahren einer der produktivsten Regisseure für Musikvideos. Mallet führte auch bei Idols Videos zu Eyes Without a Face und White Wedding Regie.

## Belege
1. ↑  Billy Idol – Catch My Fall, songtexte.com
2. ↑  Kevin Rowland: 45. In: Record Mirror. 6. August 1988, ISSN 0144-5804, S. 30 (englisch).
3. ↑  Offizielles Musikvideo auf YouTube
4. ↑  Sort by Popularity - Most Popular Movies and TV Shows With David Mallet. Abgerufen am 16. Februar 2024.
5. ↑  Billy Idol: Eyes Without a Face. Abgerufen am 16. Februar 2024.
6. ↑  Billy Idol: White Wedding. MGMM STUDIOS, abgerufen am 16. Februar 2024.